# JDAM

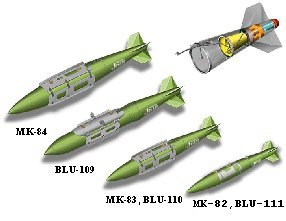
Familia JDAM.

El Joint Direct Attack Munition (por su siglas en inglés JDAM) o Munición de Ataque Directo Conjunto es un kit de bajo costo construido por Boeing que convierte las bombas de caída libre en bombas guiadas de precisión ya que este artículo tiene un sistema de navegación inercial acoplado a un receptor de GPS. Según su fabricante, este sistema tiene un alcance máximo de 28 km, se puede ajustar a bombas de entre 230 y 910 kg y les confiere una precisión circular de +/- 13 m.
En los últimos conflictos armados librados por Estados Unidos, estas bombas han demostrado ser muy fiables y precisas ya que pueden ser lanzadas desde un avión en cualquier situación meteorológica y a una gran distancia del objetivo (hasta 27 km dependiendo de la altura a la que es lanzada).
El Departamento de Defensa de los Estados Unidos comenzó a adquirir los kits JDAM en el año 1998. Numerosos kits fueron vendidos a la Fuerza Aérea de Israel en 2000 y para diciembre de 2004 Boeing había entregado más de 100.000 kits.

## Características generales

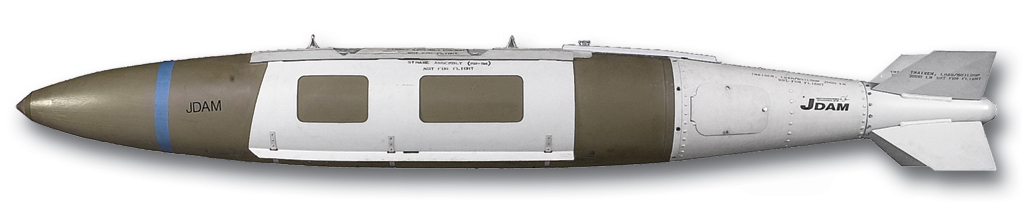
GBU-31: Una bomba Mk-84 equipada con el kit JDAM.

- Función primaria: Arma guiada de aire-superficie.
- Contratista: Boeing.
- Largo: (JDAM y la ojiva) GBU-31 (v) 1/B: 152,7 pulgadas (3.880 mm); GBU-31 (v) 3/B: 148,6 pulgadas (3.770 mm); GBU-32 (v) 1/B: 119,5 pulgadas (3.040 mm).
- Lanzamiento de peso: (JDAM y ojiva) GBU-31 (v) 1/B: 2.036 libras (924 kg); GBU-31 (v) 3/B: 2.115 libras (959 kg); GBU-32 (v) 1/B: £ 1.013 £ 1013 (459 kg).
- Envergadura: GBU-31: 25 pulgadas (640 mm); GBU-32: 19,6 pulgadas (500 mm).
- Alcance: hasta 15 millas náuticas (28 km).
- Techo: 45.000 pies (14.000 m).
- Sistema de guía: GPS/INS.
- Costo unitario: Aproximadamente $22.000 por kit de cola (en dólares del año fiscal del 2007).[1]
- Fecha de despliegue: 1999
- Inventario: El kit de cola está en producción. El inventario proyectado es de aproximadamente 240.000 totales, 158.000 para la Fuerza Aérea de los Estados Unidos y 82.000 para la Marina de los Estados Unidos (a octubre de 2005).

## Tipos
El JDAM puede modernizar varios tipos de bombas de caída libre entre las que se encuentran:
- MK-82 (241 kg)
- MK-83 (447 kg)
- MK-84 (894 kg)

## Integración
Las bombas modernizadas con el kit pueden ser lanzadas desde los siguientes aviones: 
| Nombre                                 | País           | Tipo                                   | En servicio |
| -------------------------------------- | -------------- | -------------------------------------- | ----------- |
| B-52 Stratofortress                    | Estados Unidos | Bombardero                             | En activo   |
| B-1B Lancer                            | Estados Unidos | Bombardero                             | En activo   |
| B-2 Spirit                             | Estados Unidos | Bombardero                             | En activo   |
| F-22 Raptor                            | Estados Unidos | Caza de superioridad aérea             | En activo   |
| F-16 Fighting Falcon                   | Estados Unidos | Caza polivalente                       | En activo   |
| F/A-18 Hornet                          | Estados Unidos | Caza polivalente                       | En activo   |
| F/A-18 E/F Super Hornet                | Estados Unidos | Caza polivalente                       | En activo   |
| F-14 A/B/D Tomcat                      | Estados Unidos | Caza polivalente                       | Retirado    |
| F-15E Strike Eagle                     | Estados Unidos | Caza de superioridad aérea             | En activo   |
| F-117 Nighthawk                        | Estados Unidos | Caza polivalente                       | Retirado    |
| Fairchild-Republic A-10 Thunderbolt II | Estados Unidos | Avión de ataque a tierra               | En activo   |
| P-3 Orion                              | Estados Unidos | Avión de patrulla marítima             | En activo   |
| S-3 Viking                             | Estados Unidos | Avión antisubmarino                    | Retirado    |
| AV-8B Harrier II Plus                  | Estados Unidos | Avión de ataque                        | En activo   |
| Eurofighter Typhoon                    | Unión Europea  | Caza polivalente                       | En activo   |
| A-4 Skyhawk                            | Estados Unidos | Avión de ataque a tierra               | En activo   |
| AV-8B Harrier II                       | Estados Unidos | Avión de ataque a tierra               | En activo   |
| AMX International AMX                  | Italia- Brasil | Avión de ataque a tierra               | En activo   |
| F-35 Lightning II                      | Estados Unidos | Caza polivalente                       | En activo   |
| MQ-9 Reaper                            | Estados Unidos | UAV de patrulla y ataque               | En activo   |
| Mitsubishi F-2                         | Japón          | Caza polivalente                       | En activo   |
| Panavia Tornado                        | Europa         | Avión de ataque polivalente            | En activo   |
| Mirage F-1                             | Francia        | Cazabombardero                         | En activo   |
| Saab JAS 39 Gripen                     | Suecia         | Caza polivalente                       | En activo   |
| A-29 Super Tucano                      | Brasil         | Entrenamiento avanzado - ataque ligero | En activo   |
| KAI FA-50                              | Corea del Sur  | Entrenamiento de combate y caza ligero | En activo   |

## Variantes
- 2000 lb (910 kg) de peso nominal
  - GBU-31(V)1/B (USAF) Mk-84
  - GBU-31(V)2/B (USN/USMC) Mk-84
  - GBU-31(V)3/B (USAF) BLU-109
  - GBU-31(V)4/B (USN/USMC) BLU-109
- 1.000 lb (450 kg) de peso nominal
  - GBU-32(V)1/B (USAF) Mk-83
  - GBU-32(V)2/B (USN/USMC) Mk-83
  - GBU-35(V)1/B (USN/USMC) BLU-110
- 500 lb (225 kg) de peso nominal
  - GBU-38/B (USAF) Mk-82,(USN/USMC)Mk-82 y BLU-111
  - GBU-54/B LaserJDAM (MK-82)